# Sterren op het Doek
Sterren op het Doek is een televisieprogramma van de Nederlandse publieke omroep MAX. In elke aflevering wordt er een bekende Nederlander geportretteerd door drie kunstschilders en ondertussen geïnterviewd.
Het eerste seizoen werd uitgezonden in 2007. Gedurende de eerste tien seizoenen (2007–2015) was de presentatie in handen van Hanneke Groenteman. Het programma wordt sinds 2019 gepresenteerd door Özcan Akyol. 

## Opzet
Per uitzending schilderden drie kunstenaars naar hun eigen inzicht een portret van een bekende Nederlander, op een locatie die betekenis heeft voor deze persoon. De geportretteerde mag de doeken niet zien. Tijdens en na het poseren wordt de BN'er geïnterviewd.
Na een week zoekt de presentator alle drie de kunstschilders op in hun atelier om de voortgang van hun werk te bespreken. Na twee weken worden de kunstwerken voor de geportretteerde onthuld, gewoonlijk in een zaal in een museum. Hij of zij mag dan een van de doeken mee naar huis nemen. De andere twee worden geveild voor een goed doel.
Op 22 oktober 2015 werd een speciale aflevering uitgezonden: Matthijs van Nieuwkerk was te gast, maar presentatrice Hanneke Groenteman werd, tot haar verrassing, zelf geportretteerd. Hierna was het programma vier jaar lang niet op de buis, waarna het terugkeerde met Özcan Akyol als presentator. Tijdens Akyols eerste uitzending werd Van Nieuwkerk alsnog op het doek vastgelegd.

## Afleveringen

### Seizoen 1 (2007)
- 4 juli: Albert Verlinde – Bianca Berends, Donovan Spaanstra, Robert Vorstman
- 17 juli: Marco Borsato – Jan Asselbergs, Liesbeth van Keulen, Denis Menard
- 18 juli: Angela Groothuizen – Saskya en Chriz van Jaarsveld, Margot Lamers, David Moir
- 25 juli: Frits Bolkestein – Iris Frederix, Jurriaan van Hall, Aldert Mantje
- 1 augustus: Ernst Daniël Smid – Taco Eisma, Jan Maris, Elisa Pesapane
- 8 augustus: Monique van de Ven – Marie Civicov, Solko Schalm, Peter Smit
- 15 augustus: Najib Amhali – Ruud Lanfermeijer, Tony Macaroni, Magda Zimmerman
- 22 augustus: Loretta Schrijver – Pauline Bakker, Daniel Douglas, Geeske Harting

### Seizoen 2 (2008)
- 3 juli: Paul de Leeuw – Brigitte Mulders, Twan de Vos, Corstiaan de Vries
- 10 juli: Guus Hiddink – Iet Langeveld, Femmy Otten, Anton Shirkin
- 17 juli: Wendy van Dijk – Roos Campman, Kenne Grégoire, Diederick Kraaijeveld
- 24 juli: Bennie Jolink – Sanne Meijer, Astrid Moors, Niels Smits van Burgst
- 31 juli: Henny Huisman – Irma Braat, Danielle Hefter, Ferry Reijnders
- 7 augustus: Brigitte Kaandorp – Kaat Waterschoot, Wil van der Laan, Peter Meseldzija

### Seizoen 3 (2009)
- 28 mei: Terugblik - Terug blik op de eerste twee seizoenen.
- 18 juni: Gerard Joling – Arent Jack, Ed van der Kooy, Shunyam van Steveninck
- 25 juni: Neelie Kroes – Remigius Hazenbroek, Eric Kusters, Debora Makkus
- 2 juli: Foppe de Haan – Anneke Boot, Corinne Duyvis, Hendrik Elings
- 9 juli: Ron Brandsteder – Willemien Brand, Slavica Sekuloski, Erik Sok
- 16 juli: Jan Siebelink – Paul Boswijk, Joyce Eijkhout, Clare van Stolk
- 23 juli: Carry Tefsen – Rem de Boer, Janneke Laheij, Jeanette Laros

### Seizoen 4 (2010)
- 13 juli: Jan Peter Balkenende – Raymond Huisman, Marisa Polin, Maarten Welbergen
- 20 juli: Liesbeth List – Mat Kissing, Ben Lustenhouwer, Jacqueline de Vries
- 27 juli: Frans Bauer – Hans Janssen, Roderik van Schaardenburg, Toyah van de Ven
- 3 augustus: Yvon Jaspers – Fred de Heij, Rob de Reus, Ans Schumacher
- 10 augustus: Willeke van Ammelrooy – Gonneke de Haan, Elisabeth Jonkers, Cornelis le Mair
- 17 augustus: Marc-Marie Huijbregts – Anja Jager, Sattar Kawoosh, Rianne Smit

### Seizoen 5 (2011)
- 21 april: Anita Witzier – Marius Abeling, Maayke Schuitema, Louise van Teylingen
- 28 april: Hans Wiegel – Anne Julia van den Belt, Justus Donker, Gerard Hemmes
- 5 mei: Arjan Ederveen – Daan van Doorn, Wil Korrelboom, Peter Philippus
- 12 mei: Erica Terpstra – Erik Bosma, Annelies Hoek, Robin Seur
- 19 mei: Martijn Krabbé – Rutger van Bruggen, Kuin Heuff, José Loeve
- 26 mei: Karin Bloemen – Jacomijn den Engelsen, Bram Stoof, Frank Tarenskeen

### Seizoen 6 (2012)
- 3 januari: Linda de Mol – Emile van Dalen, Nicoline Heemskerk, Birgitta Sundström Jansdotter
- 10 januari: Hans van Breukelen – Laura Caris, Annelies van der Sman, Kees Wennekendonk
- 18 januari: Freek de Jonge – Edwin van den Berg, Marissa Oosterlee, Thea Zweerink
- 24 januari: Anne Wil Blankers – Anouk Griffioen, Fabrice Hünd, Marian Merk
- 31 januari: Bart Chabot – Sasja Bork, Albert Groenheyde, Sil van Mil
- 7 februari: Jenny Arean – Krijn van Driel, Bo de Jong, Helene Terlien
- 21 februari: Caroline Tensen – Arjan van Gent, Edith Snoek, Robert Rost & Lennaert Koorman
- 28 februari: Jeroen van Koningsbrugge – Karina Beumer, Frank 't Hoen, Amke Hulsbos

### Seizoen 7 (2012)
- 4 september: André van Duin – Ralf Heynen, Daan den Houter, José Krijnen
- 11 september: Job Cohen – Wim Albrink, Sylvia van Opstall, Jan Wisse
- 18 september: Rita Reys – Mariëtte Becu, Wiebe Maliepaard, Nicole Montagne
- 25 september: Jeroen Krabbé – Josepha de Jong, Marko Klomp, Inez Odijk
- 2 oktober: Ilse DeLange – Remko van Drongelen, Paul van Ernich, Meg Mercx
- 9 oktober: Simone Kleinsma – Loréne Bourguignon, Jos van Riswick, Jan Scholtus
- 16 oktober: Joost Prinsen – Sip Hofstede, Sidi el Karchi, Karen van de Vliet

### Seizoen 8 (2013)
- 2 november: André Kuipers – Dorus Brekelmans, Rineke Engwerda, Hanneke Naterop
- 9 november: Irene Moors – Silvia Benniks, Keimpe van der Kooi, Liseth Visser
- 16 november: Rob de Nijs – Bo Bakker, Sylvie Overheul, Ivo Winnubst
- 23 november: Gerdi Verbeet – Hennie Houtkoop, Taco van der Luijt, Rogier Willems
- 30 november: Huub Stapel – Jacques Gregoire, Reinout Krajenbrink, Suzan Schuttelaar
- 7 december: Mart Smeets – Jantien de Boer, Marten Huitsing, Joop Rubens
- 14 december: Ellen Vogel – Paul de Bie, Hanneke Hielkema, Adele Renault
- 21 december: Chantal Janzen – Lisa van Noorden, Martin-Jan van Santen, Roos van der Vliet

### Seizoen 9 (2014–2015)
- 22 november: Seth Gaaikema – Maurice Brenkman, Henk Jan Sanderman, Agnes de Winter
- 29 november: Joop van den Ende – Eduart Baçe, Svetlana Tartakovska, Marije van Wieringen
- 6 december: Angela Schijf – Felix Albers, Kiek Haket, Alexandra Kloppenburg
- 13 december: Humberto Tan – Wim de Haas, Stéphanie Hoekstra, Jacqueline Laimbock
- 20 december: Willeke Alberti – Edwin van Dikkenberg, Emelie Jegerings, Judith Steenkamer
- 27 december: Guus Meeuwis – Hanny de Beer, Mara van Laaren, Hans van Melick
- 3 januari: Ali B – Charlene van den Eng, Dick Tulp, Casper Verborg
- 10 januari: Claudia de Breij – Dinie Boogaart, Nico Heilijgers, Anneke Timmerman

### Seizoen 10 (2015)
- 3 september: Ria Bremer – Robert Vorstman, Henk Jan Sanderman, Ed van der Kooy
- 10 september: Robert ten Brink – Dorus Brekelmans, Sylvia van Opstall, Judith Steenkamer
- 17 september: Hans Klok – Daniel Douglas, Maayke Schuitema, Eric Kusters
- 24 september: Tjitske Reidinga – Geeske Harting, Suzan Schuttelaar, Jan Wisse
- 1 oktober: Jan Mulder – Niels Smits van Burgst, Meg Mercx, Adele Renault
- 8 oktober: Sonja Barend – Clare van Stolk, Albert Groenheyde, Rianne Smit
- 15 oktober: Johan Cruijff – Donovan Spaanstra, Kuin Heuff, Hans van Melick
- 22 oktober: Hanneke Groenteman* – Marko Klomp, Anja Jager, Diederick Kraaijeveld

* Omdat Groenteman in deze aflevering zelf werd geportretteerd, werd deze (mede) gepresenteerd door Matthijs van Nieuwkerk.

### Seizoen 11 (2019)
- 3 september: Matthijs van Nieuwkerk – Annejole Jacobs-de Jongh, Enno Paulusma, Mieke Robben
- 10 september: Aart Staartjes – Kim van den Enden, Daan Noppen, Bregtje Zitman-Deelen
- 17 september: Floortje Dessing – Richard van Mensvoort, Gaïd Ombre, Martijn Versteeg
- 24 september: Waylon – Cor Lap, Daniel Martin, Annemiek Vera
- 1 oktober: Caroline De Bruijn – Ellen-Claire Boomsma-Hulsegge, Yvonne Heemskerk, Astrid Ritmeester
- 8 oktober: Maarten van Rossem – Jissel Kerkstra, Bas Nijenhuis, Carolien van Olphen
- 15 oktober: Bibian Mentel – Erik van Elven, Floor Heijmans, Willemien Schouten
- 22 oktober: Lee Towers – Ronald Hunter, Philine van der Vegte, Bert de Vries

### Seizoen 12 (2020)
- 31 oktober: Eva Jinek – Rosa Boomsma, Ingeborg Herckenrath, Mirelle Vegers
- 7 november: Adriaan van Dis – Candace Charlton, Erna van Lith, Ruben Postema
- 14 november: Janny van der Heijden – Martin Koole, Coby Schot, Adriaan de Wolf
- 21 november: Gerard Cox – Arne Hiddingh, Lucia Knops, Tjeerd Zwinkels
- 28 november: Clairy Polak – Esther Eggink, Michelle Faaij, Ella Looise
- 5 december: René Froger – Irmgard Lamers, Karin Neijenhuis, Miriam Vleugels
- 12 december: Paul Witteman – Jelbrich de Jong, Eeke Kuiken, Gert Jan Slotboom
- 19 december: Tom Egbers – Jasper Dielemans, Johannes Hogebrink, Femke Kock

### Seizoen 13 (voorjaar 2021)
- 13 maart: Freek Vonk – Erik van der Esch, Jelle van de Ridder, Pauline Zeij
- 20 maart: Khadija Arib – Vanessa Jongebloet, Bernadette Sterk, Henrieke de Vries
- 27 maart: Ruth Jacott – Jaap Booster, Anna Maria Vargiu, Camile van Vliet-Aquino
- 3 april: Frits Spits – Simone Balhuizen, Erik van de Beek, Govert Muijs
- 10 april: Dieuwertje Blok – Dirk Bal, Anne-Rixt Kuik, Robin van Leijsen
- 17 april: Frank Boeijen – Yvette Bavelaar, Pee-Jay Czifra-Malawau, Sarah Vrieling
- 24 april: Hadewych Minis – Aljona Belyaeva, Alexander Smith, Wencke Vinks
- 1 mei: Philip Freriks – Nanette Heijnen, Cleo Mara Rolloos, Jan Tromp

### Seizoen 14 (najaar 2021)
- 23 oktober: Arjen Lubach – Wolf Hekkema, Renee Kaats, Ernesto Lemke
- 30 oktober: Femke Halsema – Wiebe Brandsema, Alfredo Doornkamp, Brenda Willems
- 6 november: Johan Derksen – Pieter Athmer, Anca Blok, Dagmar Colen
- 13 november: Corry Konings – Raymond Assink, Wilma Geerts, John Laurens
- 20 november: Jan Terlouw – Richard van Klooster, Pauline Koehorst, Sophie Vrolijk
- 27 november: Dionne Stax – Amy Verhoeff, Saskia Vugts, Bart Wisbrun
- 4 december: Gerri Eickhof – Nanne Balyon, Gertruud Sneekes, Lotte Visser
- 11 december: Anna Drijver – Marloes Bomers, Satindra Kalpoe, Jurriaan Wesselink

### Seizoen 15 (najaar 2022)
- 29 oktober: Ronald Koeman – Marina Nijdeken, Winette Pengel, Thomas Thijssen
- 5 november: Carry Slee – Brigit Bussemaker, Koen Ketelaars, Adjoa Kpeto
- 12 november: John van den Heuvel – Tarana Labuche, Ben Manusama, Rianne Willemsen
- 19 november: Monic Hendrickx – Joost Alferink, Dorien Plaat, Tim Rijven
- 26 november: Rob Kemps – Bob Jonkers, Willeke Timmer, Bastiaen Vries
- 3 december: Daphne Deckers – Frans van den Berg, Christiaan de Boer, Monique Kroes
- 10 december: Sinan Can – David van der Linden, Pepijn van de Wall Blake, Gabriëlle Westra
- 17 december: Annechien Steenhuizen – Joop Abraham, Ferenc Erdok, Annemiek Visser

### Seizoen 16 (najaar 2023)
- 11 november: Arjen Robben – Bianca van Duyn, Thomas Langeveld, Ricardo Vilela
- 18 november: Olcay Gulsen – Tess Anders, Robert van Beek, Eline Paardekoper
- 25 november: Daan Schuurmans – Olaf Schouw, Meike de Vries, Koosje Zomer
- 2 december: Tineke de Nooij – Gudy Agten, Gaby Haerkens, Sander Visser
- 9 december: Johanna ter Steege – Ellen van Dijk, Renske Schilt, Frank Wagtmans
- 16 december: Thomas Erdbrink – Daria Birang, Liesbeth van Moorsel, Denny Stoekenbroek
- 23 december: Glenn de Randamie – Carroline van Dijk, Liliana Valbuena, Joost Wassink
- 30 december: Miljuschka Witzenhausen – Naomy Dentro, Zoë van Oosterhout, Rob Wighman

### Seizoen 17 (najaar 2024)
- 9 november: Jelka van Houten – Marco Krauwinkel, Burhan Saleh, Jitse van der Wijst
- 16 november: Anita Meyer – Robert Munning, Amanda Poortvliet, Daphne Schrijver
- 23 november: Rafael van der Vaart – Cobi Fontijne, Suzanne de Riet, Stefan Sneeuw
- 30 november: Johnny Kraaijkamp – Dennis Arts, Myrte van Dijk, Anne-Marije Middag
- 7 december: Ranomi Kromowidjojo – Yvette Hartog-van Dijk, Sven Pels, Theo Zwinderman
- 14 december: Ahmed Marcouch – Abdalla Ajaj, Helene Gandolfi, Leon Lobach
- 21 december: Martine van Os – Tabitha Boekweit, Khairzul Ghani, Saskia Sloots van Zwol
- 28 december: Jim Bakkum – Noa Miggels, Marloes Nydam, Robbin Veldman